# Pett
Pett est un village et une paroisse civile du district de Rother dans le Sussex de l'Est, en Angleterre. Le village est situé à 8.0 km au nord-est de Hastings en bordure de Pett Level, d'anciens marais s'étendant le long de la côte de Rye Bay.
La route qui traverse le village mène au deuxième village de la paroisse : Pett Level, dont la partie côtière se nomme Cliff End . Il y a une plage et, comme son nom l'indique, les falaises de grès du Weald y atteignent leur point le plus à l'est. Pett Level marque à la fois l'extremité du canal militaire royal et de l'extrémité ouest du mur de défense maritime des années 1940. Le Saxon Shore Way passe par Pett Level. L'église paroissiale de Pett est dédiée à Sainte Marie et Saint Pierre. Pett a également une chapelle méthodiste  et une petite église anglicane à Cliff End.

## Histoire
Le manoir de Pett a appartenu à différentes familles au cours des siècles, dont la famille Halle, la famille Levett, les Fletcher et les Medley, avant de finalement appartenir aux comtes de Liverpool.

## Lieux célèbres

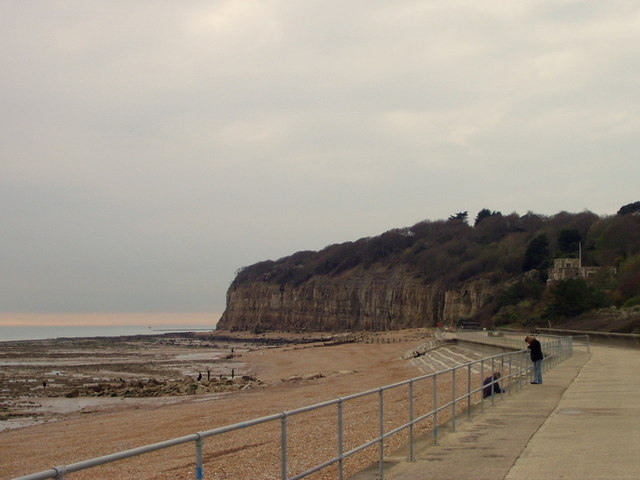
Cliff End à Pett Level montrant la plage au premier plan, l'ancienne forêt et l'extremité des falaises de grès au loin.

Il existe un site d'intérêt scientifique particulier en partie inclus dans la paroisse. Le Hastings country park longe la côte et présente un intérêt à la fois biologique et géologique. Les falaises contiennent de nombreux fossiles et abritent de nombreux habitats, notamment des forêts et galets préhistoriques. On y trouve notamment une forêt engloutie, un navire de guerre qui aurait coulé en 1690 et quelques tours Martello désaffectées . À Cliff End, la plage contient des fossiles et des empreintes de dinosaures faites par des iguanodons et des ankylosaurus il y a jusqu'à 100 millions d'années lors du Crétacé inférieur,.

### Forêt engloutie
A marée basse, on peut apercevoir une forêt engloutie dans le sable sur la rive opposée aux paliers. C'est une relique d'il y a 8000 ans lorsque le niveau de la mer était environ 30m plus bas qu'aujourd'hui. La fonte des glaciers a depuis fait monter le niveau de la mer dans le monde entier. De la foret d'autrefois ne subsistent que  des racines de bois spongieuses, des troncs tombés et des souches d'arbres sur de grandes surfaces dans le sable. La mer enterre les restes dans le sable de temps en temps jusqu'à ce qu'ils soient à nouveau découverts par les tempêtes. Les arbres qui s'y trouvent sont des chênes, des bouleaux et des noisetiers.

### Épave du HMS Anne
Le HMS Anne était un navire de troisième rang de 70 canons de la ligne de la Royal Navy anglaise, mis à l'eau pour la première fois en 1678. Il a été gravement endommagé lors de la bataille de Beachy Head le 30 juin 1690. Son capitaine l'a échoué ici et il a été incendié pour empêcher que les français ne s'en empare. Ses restes ont été découverts lorsque le navire a été partiellement déterré par une excavatrice mécanique en 1974. L'épave est généralement exposée par des marées basses inférieures à 0,6 m au-dessus du zéro des cartes (Douvres). Il repose dans le sable sur un substrat d'argile ferme au-dessus de la forêt submergée préhistorique. Un panneau explicatif est placé face à son emplacement sur la digue.

## Dans la culture populaire
Certaines parties de la vidéo du single Ashes to Ashes de David Bowie en 1980 ont été tournées à la plage de Pett. Jonathan Miller y a filmé ses scènes de plage pour son téléfilm de 1966 Alice au pays des merveilles. Sir John Gielgud jouait la Fausse Tortue et Malcolm Muggeridge était le Gryphon.